# 德國國防軍陸軍第416步兵師
德國國防軍陸軍第416步兵師（德語：416. Infanterie-Division）是納粹德國國防軍陸軍的一個步兵師。該師於1941年12月組建。
該師組建後，一直在西線作戰。
該師最後於1945年5月在特勞恩施泰因向美軍投降。

## 註腳
1. ↑  Mitcham（2007年）